# Финал Кубка шотландской лиги 2012
Финал Кубка шотландской лиги 2012 года — финальный поединок розыгрыша Кубка шотландской лиги сезона 2011/12, в котором встретились клубы «Селтик» и «Килмарнок». Матч состоялся 18 марта 2012 года на стадионе «Хэмпден Парк» в Глазго. Обладателями трофея стали футболисты «килли», переигравшие своих оппонентов с минимальным счётом 1:0 благодаря голу бельгийского форварда Дитера ван Торнхута.

## Путь к финалу
«Селтик» и «Килмарнок» в числе ещё пяти клубов шотландской Премьер-лиги стартовали в розыгрыше с Третьего раунда.

### «Селтик»
В Третьем раунде «Селтик» уверенно переиграл клуб Первого дивизиона страны «Росс Каунти» со счётом 2:0 благодаря мячу Гэри Хупера и автоголу футболиста «оленей» Скотта Бойда. На следующем этапе оппонентом «кельтов» стала эдинбургская команда «Хиберниан». Особых проблем глазговцы не испытали — пропустив гол на уже 4-й минуте поединка, во втором тайме «Селтик» забил в ворота «хибс» четыре мяча — отличились Джеймс Форрест (дважды), Энтони Стоукс и Гэри Хупер. Полуфинальная встреча с «Фалкирком» также стала победной для «кельтов»: они переиграли своих соперников — 3:1. Счёт открыл капитан глазговцев Скотт Браун, реализовав на 26-й минуте матча пенальти. «Дети» ответили голом через 14 минут — ворота Фрейзера Форстера поразил Джей Фултон. Однако во второй половине поединка два точных удара Стоукса принесли «бело-зелёным» уверенную победу.
| Раунд         | Дата             | Принимающая команда | Гостевая команда | Счёт |
| ------------- | ---------------- | ------------------- | ---------------- | ---- |
| Третий раунд  | 21 сентября 2011 | Росс Каунти         | Селтик           | 0:2  |
| Четвертьфинал | 26 октября 2011  | Хиберниан           | Селтик           | 1:4  |
| Полуфинал     | 29 января 2012   | Фалкирк             | Селтик           | 1:3  |

### «Килмарнок»
«Килмарнок» стартовал в розыгрыше с разгрома 5:0, который он учинил «Куин оф зе Саут». В этом поединке наиболее «усердствовал» ирландский форвард «килли» Пол Хеффернан, оформивший «хет-трик». Далее, в четвертьфинале клуб из Ист-Эршира одержал комфортную победу над «Ист Файфом» — 2:0. Матч 1/2 финала, коим стало эрширское дерби против «Эйр Юнайтед», складывался для «килли» очень тяжело. Основное время поединка закончилось безголевой ничьей, и лишь в дополнительное время нападающий «Килмарнока» Дин Шилс принёс своей команде минимальную победу над оппонентом.
| Раунд         | Дата             | Принимающая команда | Гостевая команда | Счёт       |
| ------------- | ---------------- | ------------------- | ---------------- | ---------- |
| Третий раунд  | 20 сентября 2011 | Килмарнок           | Куин оф зе Саут  | 5:0        |
| Четвертьфинал | 25 октября 2011  | Килмарнок           | Ист Файф         | 2:0        |
| Полуфинал     | 28 января 2012   | Эйр Юнайтед         | Килмарнок        | 0:1 (д.в.) |

## Матч

### Новости команд
Для «Селтика» этот финал Кубка лиги стал двадцать девятым в своей истории, в которых «кельты» 14 раз побеждали. В последний раз «бело-зелёные» праздновали успех в 2009 году, когда ими был бит извечный оппонент по «Old Firm», «Рейнджерс» — 1:2. В свою очередь «Килмарнок» достигал решающего поединка второго Кубка страны пять раз, в которых ни разу не смог оказаться сильнее соперников.
По общему мнению экспертов бесспорным фаворитом матча считался глазговский клуб. «Селтик» имел шансы выиграть «требл» сезона 2011/12, и победа в розыгрыше Кубка шотландской лиги стала бы первым шагом к его достижению. Наставник «Килмарнока» Кенни Шилс был также склонен считать «кельтов» фаворитами матча, назвав глазговцев «лучшей командой страны». Вместе с тем североирландский специалист отмечал, что его подопечным «под силу побороться за трофей при должном настрое на игру».
Перед матчем команды испытывали различные проблемы с составом. Форвард «Килмарнока» Пол Хеффернан испытывал проблемы с мышцами паха, однако в последний момент было решено, что нападающий проведёт игру на обезболивающих уколах. Защитник «Селтика» Микаэль Лустиг из-за подобной травмы не смог принять участие в матче. Ранее два лидера «килли», защитник Райан О’Лири и капитан команды Мануэль Паскали, получили повреждения, выведшие их из строя до конца сезона. В то же время вице-капитан «Килмарнока» Джеймс Фаулер заявил, что в случае победы эйрширцев в финале именно Паскали будет оказана честь первым поднять трофей над головой.

### Обзор матча
Начало встречи прошло под ощутимым преимуществом «Селтика». В самом начале поединка Гэри Хупер, воспользовавшись ошибкой защитника «килли» Махамаду Сиссоко, опасно бил с близкого расстояния, однако голкипер «Килмарнока» Камми Белл отразил футбольный снаряд. Чуть позднее удар форварда эйрширцев Дина Шилса парировал Фрейзер Форстер. На 30-й минуте после хорошего навеса с фланга Скотта Брауна нападающий глазговцев Энтони Стоукс головой переправлял мяч в самый угол «рамки» «килли», но Камми Белл вновь оказался на высоте. До конца первой половины встречи ещё несколько опасных моментов имели Шилс, Браун и Сиссоко — вратари команд играли отменно в этих эпизодах.
Второй тайм также прошёл в обоюдоострых атаках, коих больше было у «Селтика». Голкипер «Килмарнока» Белл отразил несколько опасных ударов Стоукса, Ледли, Ваньямы, Форреста и Малгрю. Развязка наступила за шесть минут до конца основного времени матча — левый защитник «килли» Бен Гордон со своего фланга отпасовал ближе к штрафной «Селтика» Ли Джонсону, навес которого пришёлся точно на бельгийского форварда Дитера ван Торнхута. Нападающий с расстояния двух метров головой хладнокровно переправил мяч в сетку ворот «бело-зелёных». Отчаянные попытки глазговцев сравнять счёт действия не возымели. Уже в добавленное время форвард «Селтика» Стоукс упал в штрафной «Килмарнока» после контакта с защитником Майклом Нельсоном. Главный арбитр матча Вилли Коллам, несмотря на яростные требования футболистов «бело-зелёных» назначить пенальти, углядел в действиях ирландского нападающего глазговцев симуляцию и предъявил ему жёлтую карточку. После матча главный тренер «Селтика» Нил Леннон раскритиковал судью за подобное решение.

### Отчёт о матче
| Селтик | 0:1      | Килмарнок       |
| ------ | -------- | --------------- |
|        | Протокол | ван Торнхут 84′ |

| Селтик | Килмарнок |

| СЕЛТИК:         |    |                 |       |     |
|                 |    |                 |       |     |
| GK              | 1  | Фрейзер Форстер |       |     |
| RB              | 2  | Адам Мэттьюз    |       |     |
| CB              | 25 | Томас Рогне     |       | 56' |
| CB              | 6  | Кельвин Уилсон  |       |     |
| LB              | 21 | Чарли Малгрю    |       |     |
| RM              | 49 | Джеймс Форрест  |       |     |
| CM              | 67 | Виктор Ваньяма  |       |     |
| CM              | 8  | Скотт Браун (к) |       |     |
| LM              | 15 | Джо Ледли       |       | 86' |
| CF              | 10 | Энтони Стоукс   | 90+2' |     |
| CF              | 88 | Гэри Хупер      |       | 80' |
| Запасные:       |    |                 |       |     |
| GK              | 24 | Лукаш Залуска   |       |     |
| DF              | 11 | Чха Ду Ри       |       |     |
| MF              | 18 | Ки Сон Ён       |       | 56' |
| MF              | 15 | Крис Коммонс    |       | 86' |
| FW              | 9  | Йоргос Самарас  |       | 80' |
| Главный тренер: |    |                 |       |     |
| Нил Леннон      |    |                 |       |     |

| КИЛМАРНОК:      |    |                   |     |     |
|                 |    |                   |     |     |
| GK              | 1  | Камми Белл        |     |     |
| RB              | 4  | Джеймс Фаулер (к) |     |     |
| CB              | 88 | Махамаду Сиссоко  |     | 86' |
| CB              | 6  | Майкл Нельсон     |     |     |
| LB              | 19 | Бен Гордон        |     |     |
| RM              | 8  | Лиам Келли        | 82' |     |
| CM              | 9  | Данни Бюйс        |     | 20' |
| CM              | 11 | Гэри Харкинс      |     | 73' |
| LM              | 3  | Гарри Хей         |     |     |
| AM              | 20 | Дин Шилс          |     |     |
| CF              | 14 | Пол Хеффернан     |     |     |
| Запасные:       |    |                   |     |     |
| GK              | 17 | Кайл Летерен      |     |     |
| DF              | 13 | Зденек Кроча      |     | 86' |
| MF              | 10 | Джеймс Дейтон     |     |     |
| FW              | 18 | Ли Джонсон        | 49' | 20' |
| FW              | 27 | Дитер ван Торнхут |     | 73' |
| Главный тренер: |    |                   |     |     |
| Кенни Шилс      |    |                   |     |     |

| Судейская бригада - Главный судья: Вилли Коллам - Лайнсмены - Чарли Смит - Стюарт Стивенсон - Четвёртый судья Калум Мюррей | Регламент матча - 90 минут основного времени. - 30 минут овертайм в случае необходимости. - Послематчевые пенальти в случае необходимости. - Пять запасных с каждой стороны. - Максимальное количество замен — по три с каждой стороны. |

Расшифровка позиций:

GK — вратарь; RB — правый защитник; СВ — центральный защитник; LB — левый защитник; SW — свипер (свободный защитник); RM — правый полузащитник; CM — центральный полузащитник; LM — левый полузащитник; AM — атакующий полузащитник; SS — оттянутый нападающий; CF — центральный нападающий; DF — защитник; MF — полузащитник; FW — нападающий.

### Статистика
|                  | Селтик | Килмарнок |
| ---------------- | ------ | --------- |
| Голов забито     | 0      | 1         |
| Всего ударов     | 12     | 8         |
| Ударов в створ   | 9      | 5         |
| Владение мячом   | 53 %   | 47 %      |
| Угловые          | 7      | 5         |
| Нарушения        | 4      | 6         |
| Жёлтые карточки  | 1      | 2         |
| Красные карточки | 0      | 0         |

## После матча
Лучшим игроком финального поединка был признан голкипер «Килмарнока» Камми Белл.
Триумф «килли» был омрачён смертью отца полузащитника эйрширцев Лиама Келли. 59-летний Джек Келли присутствовал на матче — сразу после финального свистка с ним случился сердечный приступ. Он был срочно отправлен в больницу, но вскоре скончался.